# 南方大學學院
南方大學學院（英語：Southern University College，簡稱南方大學、南大、南院）是一所马来西亚私立高等大学学院，位于柔佛州新山士古来。
南方大学学院是第一間由馬來西亞華人集體募款創辦的馬來西亞高等學府，其前身為新山寬柔中學專科部，后于1990成立为南方學院，并于2012年升格成大学学院。

## 簡介

### 校名由來
取自《中庸》：「寬柔以教，不報無道，南方之強也」。希望南院成為南方之強，期許學子具有南方的人文精神。

### 校訓由來
取自《周易》「乾」卦卦辭：「天行健，君子以自強不息」和「坤」卦卦辭：「地勢坤，君子以厚德載物」。勉勵學子在學習上自強不息，在修養上要厚德載物。

### 辦學使命與教育方針
以提供完整的華語教育為目標，重視學生的華語、馬來語、英語能力，並培養學生關懷在地之精神。

### 前身·历史
- 1975年，为解决华裔子弟在高中毕业后面临教育断层的问题，宽柔中学成立了“宽柔专科部”，为高中毕业生提供继续求取专业知识的管道。[來源請求]
- 1986年6月，为了寻求华教的完整体系，寬柔中學董事正式向教育部申请在当时宽柔专科部的基础上成立一所民办学院。[來源請求]
- 南方学院正式成立于1990年，成为马来西亚第一所华社民办学院。当时的南院仍借用包括图书馆在内的宽柔中学校园上课，一直到1996年位于甘芭士的新校园竣工后才迁入新校址。[來源請求]

### 升格大学之路
- 2012年1月2日，马来西亚高等教育部發出升格大學學院邀請函予院方，邀請院方申請升格為大學。[來源請求]
- 2012年6月19日，马来西亚高教部正式批准華社興辦的南方學院升格為大學學院。[來源請求]
- 2012年8月中旬，高教部移交升格批准信给南方学院[2]。

## 學術單位
| 研究生與研究學院 （页面存档备份，存于）     | |
| 企業與管理學院 （页面存档备份，存于）       | 工商管理碩士課程 (MBA)/ 會計系/ 金融系/ 市場行銷系/ 管理系                                                                                                 |
| 人文與社會學院 （页面存档备份，存于）       | 中文系 (含碩士班)/ 英文系/ 馬來文系/ 新聞傳播系/ 教育系 |
| 藝術與設計學院 （页面存档备份，存于）       | 設計系/ 藝術系 |
| 工程與資訊學院 （页面存档备份，存于）       | 電腦系/ 電機與電子工程系 |
| 中醫藥學院 （页面存档备份，存于）           | 中醫系/ 中醫預科 |
| 旅遊與酒店學部                              | 旅遊與酒店管理課程 (THM) |
| 大學基礎學部 （页面存档备份，存于）         | 文商科基礎班/ 理科基礎班 |
| 專業與推廣教育學部 （页面存档备份，存于）   | |
| 華人族群與文化研究所 （页面存档备份，存于） | |
| 教學中心                                    | 沈慕羽華教與師資培訓中心 （页面存档备份，存于）/ 通識教育中心/ 現代語言中心/ 國際教育與交流中心/ 卓越教與學中心/ 創業育成與志業中心 （页面存档备份，存于） |
| 南方技职学院                                | VR虚幻引擎建筑设计文凭课程/ 美容美发课程 |

## 知名校友
- 丘光耀，时事评论员[3]
- 戴佩妮，馬來西亞女歌手[4]
- 符瓊音，馬來西亞女歌手[5]

## 争议

### 南方大学邀请马英九演讲引发的称呼争议
2016年10月，南方大学学院邀请台湾前总统马英九以「世界华人的未来」为题，前往学院发表专题演讲，引起了一系列争议。第一个争议是该演讲合作媒体之一的《星洲日报》，其纸版与《星洲网》于11月14日刊出马英九专访时，后者把马英九的称呼，从纸版的「台湾前总统」改为「台湾前领导人」，引起了马英九办公室和本人表达不满和抗议。
第二个争议是分别在11月11日至11月15日，因演讲的宣传看板上，马英九的称呼从「台湾前总统」更换至「台湾前领导人」，而南方大学官网和读者提供的入场证写著是「台湾前总统」。马英九办公室对此表示，南方大学学院给马英九的邀请函、发布新闻稿及演讲门票上，都很清楚载明主讲人为「台湾前总统马英九先生」。南方大学学院表示为一时疏失，已修正为正確版本，並向马英九致歉。南方大学官网也隨即更正。但之后又被揭露宣传看板上的称呼更改为「世界华人领袖前总统」的怪异口号。
第三个争议是该宣传看板的照片在网络上广传后不久，又传出马英九的宣传看板被盆栽所遮屏。而被盆栽遮起的看板后面，其中一家合作媒体《凤凰卫视》的标志被白布遮盖起来。而凤凰卫视被认为拥有中资背景，属于亲中媒体。
南方大学学院校长祝家华于11月12日曾接受《星洲日报》访问时解释，对马英九的称呼方式是以「2015年习马会」为指导原则，并尊重习马会所达成的共识，不称呼职称，而是先生。而马英九是以文化人的身份应邀，所以对外公布和宣传都称他为「马英九先生」。南方大学学院也为大会前称马英九是「台湾前领导人」，并非「台湾前总统」一事，向台湾媒体表示愿向马英九致歉。不过在《星洲网》将马英九窜改为「台湾前领导人」引起抗议后，台湾《中央社》于11月14日报道，马英九称这次接受马来西亚南方大学学院与世界华人经济高峰会的邀请发表专题演讲，这两个单位发出的邀请函与宣传，不论是网络版本或纸质版本，都是用「台湾前总统」的称谓。祝家华于11月15日接受《多维新闻》专访时表示，对马英九的头衔争议是他们始料未及，他希望未来两岸能在这方面有更多的共识，不应由海外华人解决这方面的争议，也不希望这称谓的争议成为马英九到访南方大学的议题。他也向《多维新闻》表示，在活动印刷品制作完毕后，曾接到「中国大陆方面的意见」。祝家华接受《当今大马》访问时也强调，马英九的称呼事件没有政治干预，南院在正式海报上称呼马英九是「台湾前总统」。祝家华表示，一个人有很多称呼，我们也可称呼马英九先生，但是正式的用台湾前总统。因为马英九是出席华人经济峰会，所以就讲华人经济领袖。至于盆栽遮屏宣传看板，祝家华坦承是因「别人有意见」，随后补充说盆栽仅是「装饰」。另一方面，马英九出席的「世界华人经济论坛」，其网站上也称马英九为「世界华人领袖」。不过，网站却把 「World」误植为「Would」。
11月15日，马英九抵达南方大学出席「世界华人经济峰会」发表专题演讲的仪式上，马来西亚各大华社领袖和大会司儀在介紹馬英九時，都稱呼他是台灣前總統。马英九也在南方大学图书馆现场挥毫赠墨宝，將「知行合一」四字墨宝赠送给南方大学，並为该校位于智雅大礼堂前的「知行合一」石头进行揭碑与种植国花－木槿花（又称大红花）仪式。马英九在当日结束在柔佛的行程，之后前往槟城和马六甲，出席第8届2016年世界华人经济峰会（WCES）的有关讲座会。

## 外部連結
- 南方大學學院 （页面存档备份，存于）
- 南方學院圖書館
- 南方學院出版社
- Southern University College （页面存档备份，存于）